# Karolína Jarošová
Karolína Jarošová (* 20. März 2006 in Prag) ist eine tschechische Leichtathletin, die sich auf den Hindernislauf spezialisiert hat. 

## Sportliche Laufbahn
Erste Erfahrungen bei internationalen Meisterschaften sammelte Karolína Jarošová im Jahr 2022, als sie bei den U18-Europameisterschaften in Jerusalem in 6:52,83 min den achten Platz über 2000 m Hindernis belegte. Anschließend gewann sie beim Europäischen Olympischen Jugendfestival (EYOF) in Banská Bystrica in 6:47,62 min die Silbermedaille. Im Jahr darauf siegte sie in 6:23,58 min beim EYOF in Maribor und siegte anschließend in 10:04,57 min über 3000 m Hindernis bei den U20-Europameisterschaften in Jerusalem. 2024 belegte sie bei den U20-Weltmeisterschaften in Lima in 9:52,84 min den achten Platz über 3000 m Hindernis und im Jahr darauf kam sie bei den U20-Europameisterschaften in Tampere im Finale nicht ins Ziel.
2024 wurde Jarošová tschechische Meisterin im 3000-Meter-Hindernislauf.

## Persönliche Bestleistungen
- 1500 Meter: 4:23,14 min, 8. Juni 2025 in Prag
- 3000 Meter: 9:24,91 min, 22. Juni 2025 in Ostrava
  - 3000 Meter (Halle): 9:35,97 min, 4. Februar 2024 in Prag
- 2000 m Hindernis: 6:23,58 min, 27. Juli 2023 in Maribor (tschechischer U20-Rekord)
- 3000 m Hindernis: 9:52,84 min, 29. August 2024 in Lima (tschechischer U20-Rekord)